# Idaea transmutata
Idaea transmutata là một loài bướm đêm trong họ Geometridae.